# Istituto Balassi
L'Istituto Balassi è un'organizzazione culturale non-profit fondata dal Ministero dell'istruzione e cultura dell'Ungheria che si prefigge di diffondere la lingua e cultura ungheresi all'estero. Ha un ruolo fondamentale nella diplomazia culturale, coordina e dirige le attività offerte dagli istituti ungheresi all'estero.

È stato intitolato al poeta rinascimentale ungherese Bálint Balassi.

## Storia
1895

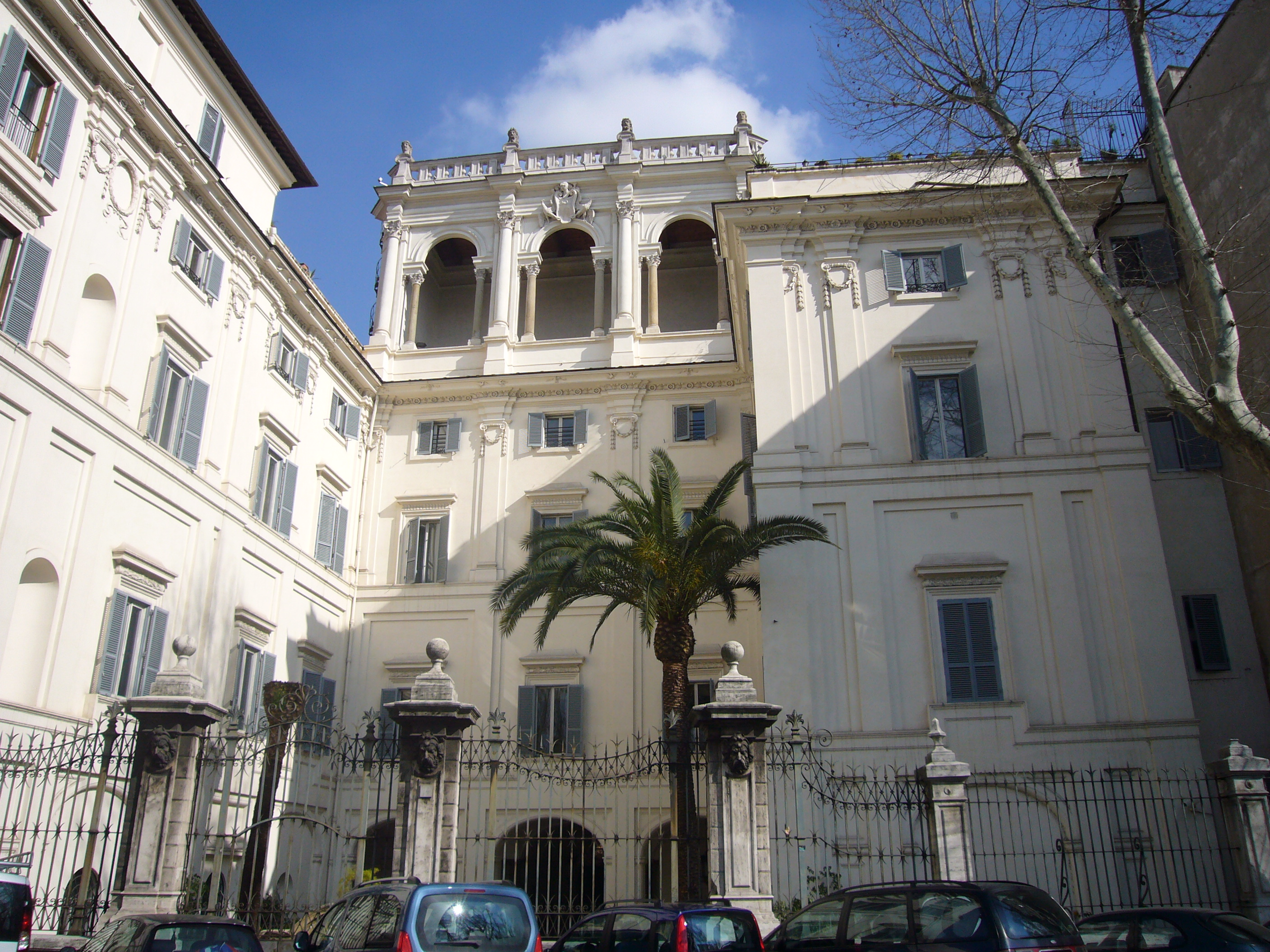
L’Accademia d’Ungheria a Roma (Collegium Hungaricum Rome) - Palazzo Falconieri, Roma

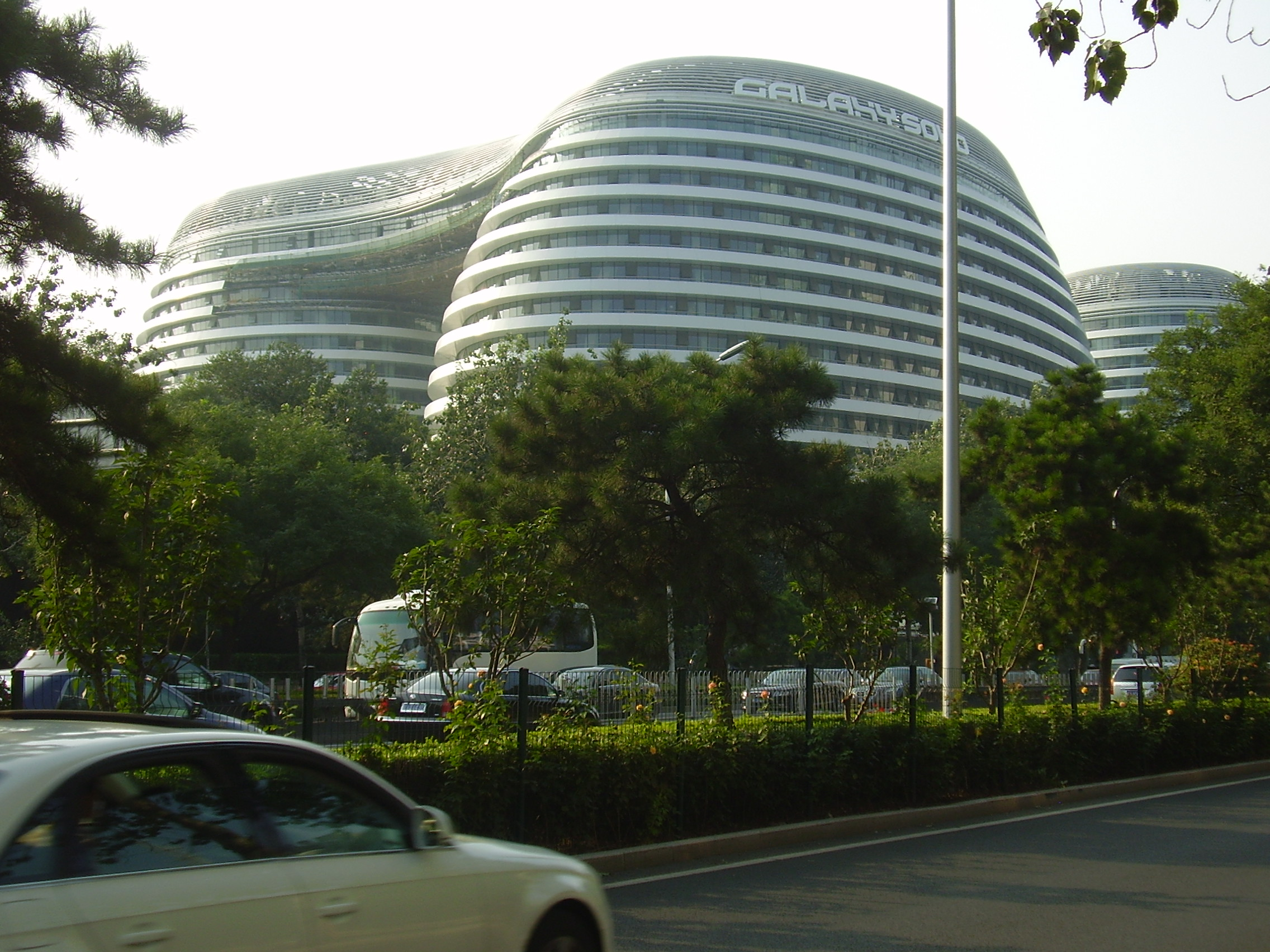
Galaxy Soho a Pechino, Centro Culturale Ungherese

Istituto della Storia Ungherese di Roma viene fondato (aperto fino al 1913)
1917

Istituto Scientifico Ungherese di Costantinopoli viene fondato (aperto solo fino al 1918)
1920

Istituto della Storia Ungherese di Vienna viene fondato
1923

Istituto della Storia Ungherese di Roma viene rifondato
1924

Collegium Hungaricum Vienna e Collegium Hungaricum Berlino vengono fondati
1927

Legge 13. di 1927 degli istituti ungheresi all'estero e delle borse di studio per lo scopo di alta alfabetizzazione

Collegium Hungaricum Roma (anche chiamato Accademia d’Ungheria) viene fondato. La sede si trova nel Palazzo Falconieri.

Viene fondato l'ufficio informativo ungherese-francese delle università (dal 1933 è stato chiamato Centro degli Studi Ungheresi di Francia)
1948

Istituti aperti a Sofia e Varsavia
1949

Viene fondato l'Istituto delle Relazioni Culturali
1953

Istituto aperto a Praga
1973

Istituto aperto a Berlino Est (Casa della Cultura Ungherese)
1974

Istituto aperto a Cairo
1978

Istituto aperto a Delhi
1980

Istituto aperto a Helsinki
1990

Istituti aperti a Stoccarda e Mosca
1991

Istituto aperto a Bratislava
1992

Istituto aperto a Bucarest
1992

Istituto aperto a Tallinn
1999

Istituto aperto a Londra
2001

Istituto aperto a New York
2004

Istituto aperto a Bruxelles
2006

Istituto aperto a Sfântu Gheorghe
2013

Istituti aperti a Pechino e Istanbul
2014

Istituto aperto a Zagabria

## Attività
Dal 2002 la sede generale dell'Istituto Balassi si trova a Somlói út 51. Budapest.

### Diplomazia culturale

#### Istituti di Cultura Ungherese

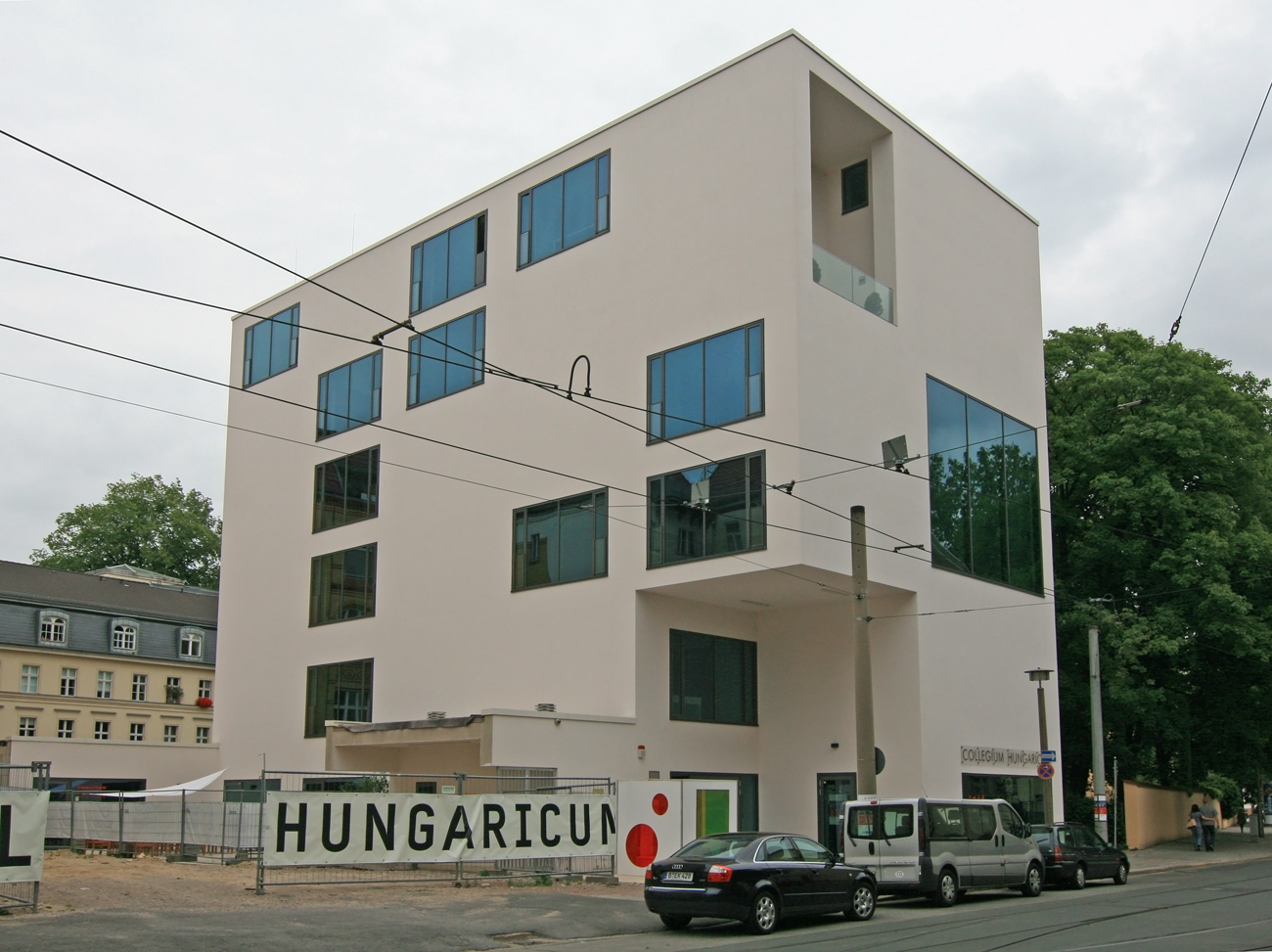
Il Collegium Hungaricum Berlin (.CHB) a Berlino

I primi istituti ungheresi all'estero, i cosiddetti Collegium Hungaricum sono stati creati negli anni 1920 da Kunó Klebelsberg (ministro dell'educazione del tempo) per creare rapporti tra la comunità scientifica internazionale (a Vienna e Berlino nel 1924, a Roma e Parigi nel 1927).  L'organizzazione della vita scientifica e dell'educazione creano la parte fondamentale delle attività degli istituti ancora oggi. Eccetto le differenze date dalla storia, ci sono delle variazioni degli istituti nell'ambito delle attività, dei servizi e degli strumenti. Certi istituti accanto al loro lavoro nei campi di cultura, educazione e scienze mantengono una biblioteca, galleria e/o un centro di studio della lingua ungherese.

L'Istituto Balassi ha 23 filiali in 21 paesi diversi in tutto il mondo:
- Centro Culturale Ungherese, Pechino
- Istituto Ungherese, Belgrado (Serbia)
- Collegium Hungaricum Berlin (.CHB), Berlino (Germania) HU Archiviato il 7 ottobre 2013 in Internet Archive. DE Archiviato il 10 febbraio 2012 in Internet Archive.
- Istituto Ungherese, Bratislava (Slovacchia) HU Archiviato il 10 febbraio 2013 in Internet Archive. SK Archiviato il 3 agosto 2013 in Internet Archive.
- Istituto Balassi di Bruxelles, Servizio Culturale dell'Ambasciata Ungherese Bruxelles (Belgio) HU Archiviato il 10 febbraio 2012 in Internet Archive. EN Archiviato il 7 aprile 2012 in Internet Archive.
- Centro Culturale Ungherese, Bucarest (Romania) HU Archiviato il 9 novembre 2013 in Internet Archive. RO Archiviato l'8 novembre 2013 in Internet Archive.
- Ufficio del Consigliere Culturale Ungherese, Cairo (Egitto) HU Archiviato il 7 ottobre 2013 in Internet Archive. EN Archiviato l'8 aprile 2012 in Internet Archive.
- Centro Informativo e Culturale Ungherese , Delhi (India) HU Archiviato il 7 ottobre 2013 in Internet Archive. EN Archiviato il 30 agosto 2012 in Internet Archive.
- Centro Culturale e Scientifico, Helsinki (Finlandia) HU Archiviato il 26 ottobre 2013 in Internet Archive. FI Archiviato il 13 febbraio 2013 in Internet Archive.
- Centro Culturale Ungherese, Istanbul
- Centro Culturale Ungherese, Londra (Gran Bretagna) HU Archiviato il 1º marzo 2013 in Internet Archive. EN Archiviato il 15 agosto 2013 in Internet Archive.
- Centro Culturale, Scientifico e Informativo, Mosca (Russia) HU Archiviato il 7 ottobre 2013 in Internet Archive. RU Archiviato il 16 agosto 2013 in Internet Archive.
- Centro Culturale Ungherese, New York (USA) EN Archiviato l'11 maggio 2013 in Internet Archive.
- Istituto Ungherese, Parigi (Francia) HU Archiviato il 23 settembre 2013 in Internet Archive. FR Archiviato il 14 agosto 2013 in Internet Archive.
- Istituto Ungherese, Praga (Repubblica Ceca) HU Archiviato il 7 ottobre 2013 in Internet Archive. CZ Archiviato il 10 febbraio 2013 in Internet Archive.
- Accademia d'Ungheria, Roma (Italia) HU Archiviato il 7 ottobre 2013 in Internet Archive. IT Archiviato il 10 febbraio 2013 in Internet Archive.
- Centro Culturale Ungherese Bucarest, Sfântu Gheorghe Ufficio Filiale (Romania) HU Archiviato il 16 settembre 2013 in Internet Archive.
- Centro Culturale Ungherese, Sofia (Bulgaria) HU Archiviato il 7 ottobre 2013 in Internet Archive. BG Archiviato il 21 agosto 2013 in Internet Archive.
- Centro Culturale e Informativo Ungherese, Stoccarda (Germania) HU Archiviato il 13 febbraio 2014 in Internet Archive. DE Archiviato il 22 febbraio 2014 in Internet Archive.
- Istituto Ungherese, Tallinn (Estonia) HU Archiviato il 7 ottobre 2013 in Internet Archive. ET Archiviato il 10 febbraio 2013 in Internet Archive. EN Archiviato l'8 aprile 2012 in Internet Archive.
- Collegium Hungaricum, Vienna (Austria) HU Archiviato il 7 ottobre 2013 in Internet Archive. DE Archiviato il 10 agosto 2013 in Internet Archive.
- Istituto Culturale Ungherese, Varsavia (Polonia) HU Archiviato il 12 agosto 2013 in Internet Archive. PL Archiviato il 29 luglio 2013 in Internet Archive.
- Istituto Culturale, Zagabria (Croazia)

#### La rete dei diplomatici della cultura e dell'educazione
Diplomatici specializzati nell'educazione e cultura propagano la cultura e l'educazione ungherese nei paesi dove non esiste un istituto di fornire questo servizio.

Diplomatici lavorano nei seguenti istituti esteri:
- Abu Dhabi, Emirati Arabi Uniti
- Belgrado, Serbia
- Madrid, Spagna
- Shanghai, Cina
- Tel Aviv, Israele
- Zagabria, Croazia

#### Istituti congiunti (Network tra gli istituti)
Istituti congiunti funzionano indipendentemente all'estero per propagare la cultura ungherese, e sono coinvolti (in senso lato) nella diplomazia culturale ungherese attraverso compartecipazioni e accordi con l'Istituto Balassi. Lo scopo della fondazione degli istituti congiunti era di promuovere la cooperazione tra istituti già esistenti e l'Istituto Balassi per realizzare i loro fini strategici comuni. Per questo motivo l'Istituto Balassi sostiene certi programmi degli istituti membri e i loro progetti culturali, scientifici ed educativi, ed offre aiuto per creare rapporti con istituti privati e pubblici in Ungheria.

Membri del network:
- Centro dell'Educazione e della Cultura Ungherese in Croazia - Eszék (Osijek), Croazia
- Centro Culturale della Minorità Ungherese - Lendva (Lendava), Slovenia Homepage
- Cnesa Istituto Educativo e Culturale - Magyarkanizsa (Kanjiža), Serbia Homepage
- Associazione Culturale Kőrösi Csoma Sándor - Göteborg, Svezia, Homepage Archiviato il 14 ottobre 2013 in Internet Archive.
- Hungarian Youth Club Vietnam (Club Ungherese dei Giovani) - Hanoi, Vietnam, Homepage

### Educazione
L'Istituto, come il centro dell'educazione e della cooperazione scientifica, ha il ruolo di sostenere, coordinare e finanziare il network internazionale degli istituti degli Studi Ungheresi e l'insegnamento della lingua ungherese come lingua straniera.

#### Centro Metodologico dell'Insegnamento della Lingua Ungherese come Lingua Straniera
L'istituto non solo offre sostegno all'insegnamento dell'ungherese all'estero, ma offre una vasta offerta di programmi linguistici in Ungheria. Presso la sede generale dell'Istituto, sita in Budapest, coloro che vogliono studiare ungherese possono scegliere tra una selezione unica dei corsi di vari livelli. Grazie a professori di lingua qualificati e con notevole esperienza didattica, l'Istituto Balassi ha un ruolo di primo piano nella metodologia dell'insegnamento dell'ungherese come lingua straniera. L'attività primaria del centro è non solo di creare materie di insegnamento per studenti non parlanti dell'ungherese, ma di offrire risorse educative adeguate a professori che insegnano ungherese come lingua del patrimonio all'estero. Formano, inoltre, parte vitale della missione dell'Istituto l'organizzazione dei seminari, conferenze e sessioni di training, la pubblicazione di riviste professionali, degli e-textbook ed e-book.

#### Opportunità di studio per stranieri
Si può partecipare nei programmi di 2-4 settimane o di 10 mesi, per pagamento o con una borsa di studio. Ogni anno circa 350 studenti stranieri ottengono una borsa di studio per partecipare ai corsi offerti a Budapest. Gli studenti – che arrivano da ogni angolo del mondo – hanno l'opportunità di avere un'esperienza personale della vita in Ungheria, di usufruire del training linguistico intenso e di creare nuove amicizie. Il Programma Alumni, recentemente creato, si pone l'obiettivo di mantenere vivi i rapporti tra allievi ed ex-allievi.

#### Programma della Lingua e Studi Ungheresi
Questo corso è aperto agli studenti di antenati non ungheresi delle università estere; l'obiettivo è di completare le capacità linguistiche e le conoscenze culturali insegnate alle università estere. Il compimento dell'esame di lingua ECL (di riconoscimento internazionale) è richiesto alla fine di questo intenso corso linguistico. I corsi degli studi ungheresi offrono un esame compensivo ed interdisciplinare del patrimonio culturale di Ungheria e della società ungherese di oggi.

#### Programma della Lingua e Cultura Ungherese
L'obiettivo di questo corso è di rafforzare l'identità culturale degli ungheresi che vivono in comunità di diaspora. Giovani di origine ungherese — fuori dal Bacino dei Carpazi — possono ricevere borsa di studio per questo programma. Il corso specializzato si concentra di migliorare le capacità linguistiche dei parlanti che non hanno avuto una formazione formale in ungherese; il compimento dell'esame di lingua ECL è richiesto alla fine del corso. I partecipanti ricevono un esame compreso e interdisciplinare del patrimonio culturale di Ungheria e della società ungherese di oggi.

#### Programma della Traduzione Letterale
Cittadini non ungheresi dall'estero possono candidarsi di questo programma mirato ai laureati che hanno scelto come loro carriera di tradurre letteratura ungherese e propagare la cultura ungherese. La base del programma è di offrire un'introduzione pratica della traduzione letteraria, ma anche l'istruzione profonda della lingua e letteratura ungherese viene offerta. Le numerose traduzioni pubblicate tra gli anni prova l'abilità degli studenti alumni del programma.

#### Programma preparatoria per entrare all'università
Grazie alla serie degli accordi culturali bilaterali, tanti non-ungheresi possono frequentare questo programma con una borsa di studio; mentre il Consiglio della Borsa di Studio per Ungheresi di Minorità offre sostegno finanziario agli studenti di origine ungherese.  Questo programma preparatorio aiuta agli studenti stranieri ad acquisire il vocabolario specializzato e la capacità linguistica che sono requisiti dagli esami di ammissione delle università. Gli studenti che passano l'esame finale possono esser ammessi ai corsi di laurea triennale (BA/BSc) nominati nelle offerte delle borse di studio.

### Network dei professori ospiti
Il network dell'Istituto dei professori ospiti offre sostegno all'insegnamento degli studi e lingua ungheresi a più di 30 università straniere.

I professori sono mandati dall'Ungheria a partecipare nei programmi a quasi 30 università in Europa, in questo modo creando un legame forte tra le università di Ungheria e quelle del continente mentre lasciano le fondamenta dei prossimi programmi culturali e scolastici nel campo degli studi ungheresi.  I convegni, meeting e sessioni di training organizzati regolarmente continuano ad approfondire gli scambi professionali.

Aiutare e rendere più facile l'insegnamento dell'ungarologia – gli studi ungheresi – nelle università straniere è tra i compiti più importanti dell'attività internazionale dell'Istituto. Attorno al mondo, più di cinquanta università offrono lezioni di ungherese e l'opportunità di incontrare la cultura ungherese alle lezioni; dipartimenti ungheresi e corsi specializzati in ungherese sono offerti ad altri corsi di laurea.

L'Istituto Balassi come il successore legale del Centro Internazionale dell'Ungarologia manda professori ospiti a più di trenta università, i loro corsi vengono frequentati circa da 1500-2000 studenti all'anno. I professori ospiti accanto all'insegnamento hanno il compito di coinvolgere gli studenti in progetti di ricerca, incoraggiare la creazione di relazioni con università ungheresi, motivare gli studenti ad andare a studiare in Ungheria e far parte attivamente nell'introduzione della cultura ungherese agli stranieri organizzando eventi culturali locali.

### Borse di studio

#### Hungarian Scholarship Board (Consiglio Ungherese di Borsa di Studio)
L'Ufficio del Hungarian Scholarship Board (HSB) offre borsa di studio per studi e ricerca, basandosi su accordi bilaterali. In questo modo sia ungheresi possono fare la domanda per studio o ricerca all'estero che stranieri possono fare domanda per studiare o fare la ricerca in Ungheria.

Da gennaio 2007 l'Ufficio del Consiglio Ungherese di Borsa di Studio opera nell'Istituto Balassi.

www.scholarship.hu

#### Campus Hungary

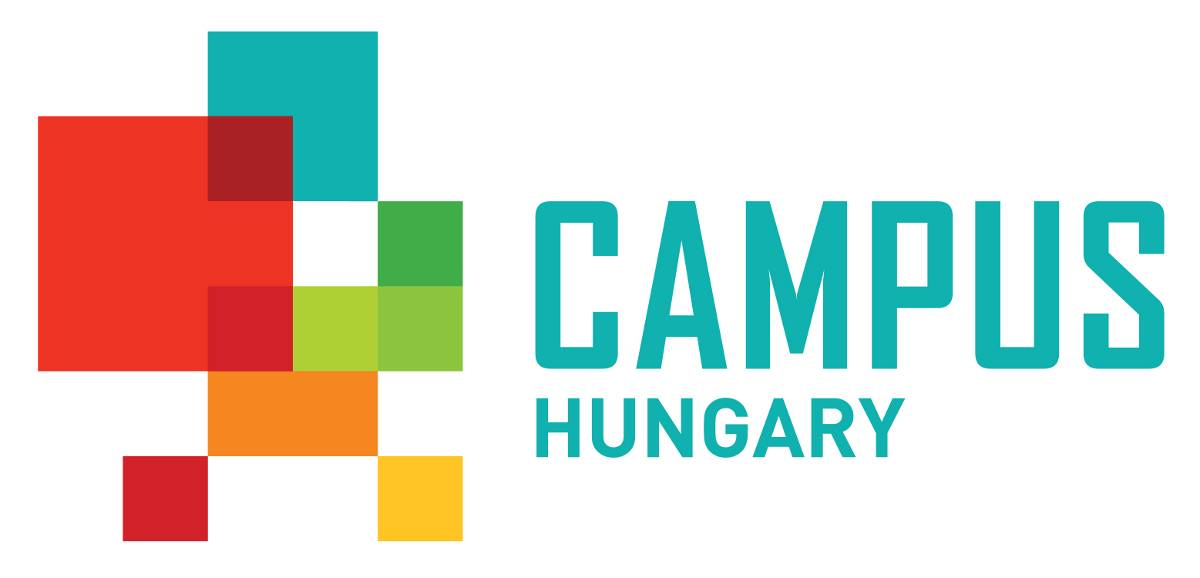

Il programma Campus Hungary ha lo scopo di migliorare la mobilità internazionale degli studenti nel campo dell'istruzione superiore, sia in modo che più stranieri vengano a studiare in Ungheria, che più ungheresi vadano all'estero a condurre gli studi. Il programma sostiene studenti ungheresi, professori e membri del personale delle università con diverse borsa di studio a condurre studi parziali all'estero e in questo modo prendere esperienza. L'obiettivo maggiore del programma è di sostenere e rendere più facile il processo dell'istruzione superiore ungherese di diventare più internazionale con l'iniziazione e l'approfondimento delle cooperazioni con le università all'estero e creando scambi di studio.
Il Programma Campus Hungary viene realizzato con il sostegno finanziario dell'Unione europea nel quadro del Social Renewal Operational Program (TÁMOP) (Programma Operazionale per la Risurrezione Sociale) di Ungheria. Il programma è implementato dal consorzio dell'Istituto Balassi e dal Tempus Public Foundation (Fondazione Pubblica Tempus).

www.campushungary.org

### Collegio Márton Áron
È un pensionato per studenti stranieri che possono abitare qua mentre conducono i loro studi a Budapest.

### Publishing Hungary

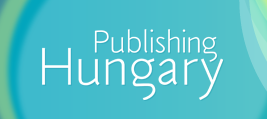

Il Programma Publishing Hungary è stato fondato dal Fondo Nazionale Culturale di Ungheria.

L'obiettivo maggiore del programma è di chiamare l'attenzione del mercato internazionale del libro e dei lettori stranieri alle pubblicazioni ungheresi, siano opere letterarie o di non-fiction, siano classiche o pubblicate recentemente. Dal 2012 contribuisce con 100 milioni di fiorini ungheresi all'anno al sostegno della partecipazione di Ungheria ai festival internazionali del libro, questo scopo viene coordinato dall'Istituto Balassi e da altri istituti ungheresi all'estero.